# Acrocephalus luscinius
El carricero ruiseñor (Acrocephalus luscinius) es una especie extinta de ave paseriforme de la familia Acrocephalidae endémica de la isla de Guam. Su nombre en chamorro es ga`ga` karisu (pájaro de las cañas). Anteriormente se considera conespecífico del carricero de Pagán, el carricero de Aguiján y el carricero de Saipán, pero en la actualidad se consideran especies separadas. 

## Extinción
La especie fue avistada por última vez a finales de la década de 1960. Su extinción se debe a la introducción de varias especies invasoras. La principal causante fue la introducción de la serpiente arbórea marrón (Boiga irregularis), causante del declive de otras especies de aves de Guam. Otras especies invasoras que depredaron sobre él fueron las ratas y los gatos, y las cabras y ovejas asilvestradas contribuyeron a degradar su hábitat. Además una planta introducida, la calabaza hiedra (Coccinia grandis) destruyó las copas de los árboles donde el carricero ruiseñor anidaba. La destrucción de los humedales, los incendios y los pesticidas y la extensión de terrenos de uso humano (para la agricultura, el turismo y la construcción) redujeron la disponibilidad de hábitat para el carricero ruiseñor y otras especies.